# Líbano nos Jogos Olímpicos de Inverno de 2002
O Líbano participou dos Jogos Olímpicos de Inverno de 2002 em Salt Lake City, nos Estados Unidos. O país estreou nos Jogos em 1948 e em Salt Lake City fez sua 13ª apresentação, sem conquistar nenhuma medalha.